# Rotterdam (New York)
Rotterdam è un comune degli Stati Uniti d'America, situato nello stato di New York, nella contea di Schenectady.